# Bahnhof Zaragoza-Delicias

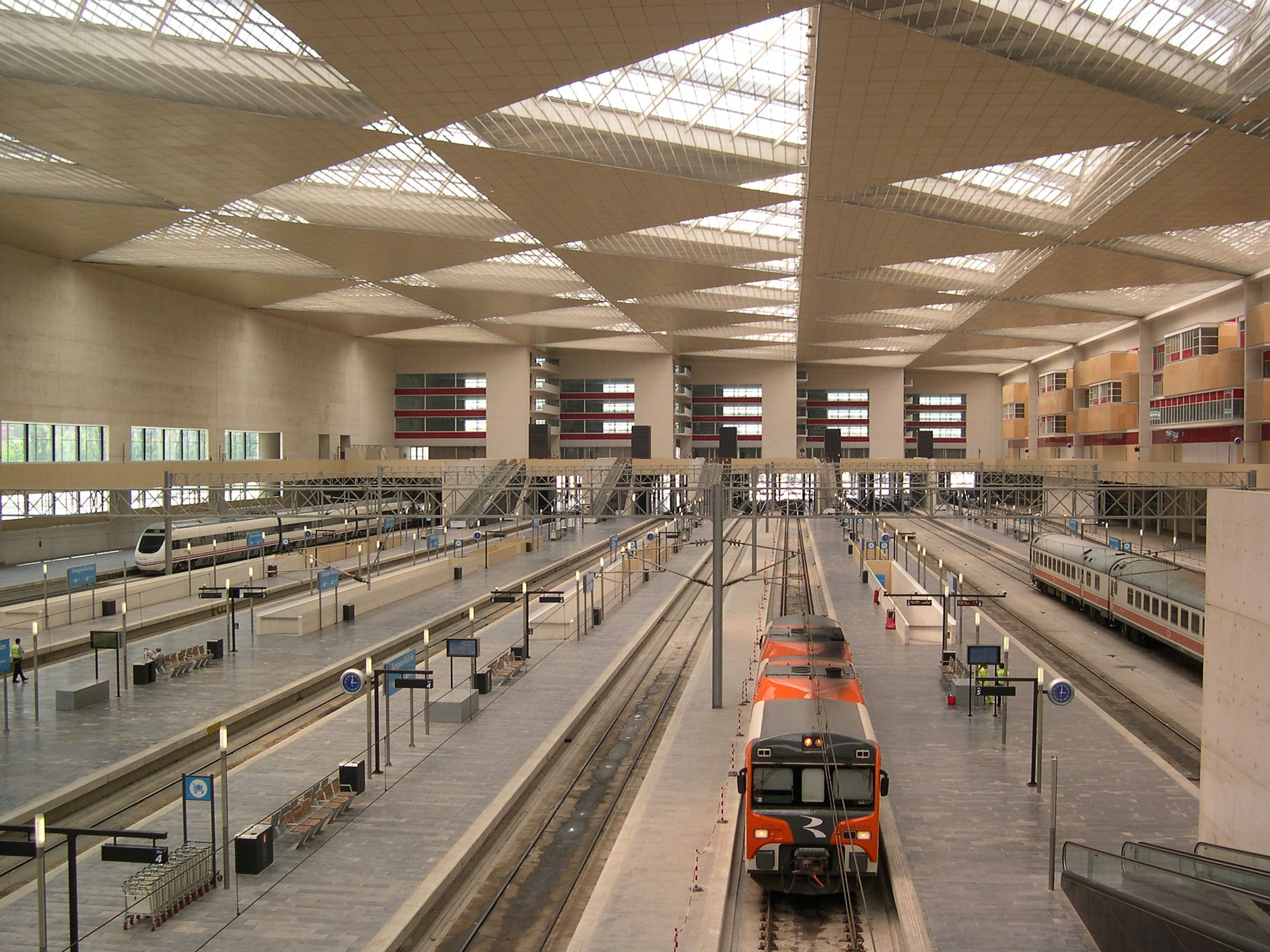
Blick von der Verbindungsebene in die Bahnsteighalle

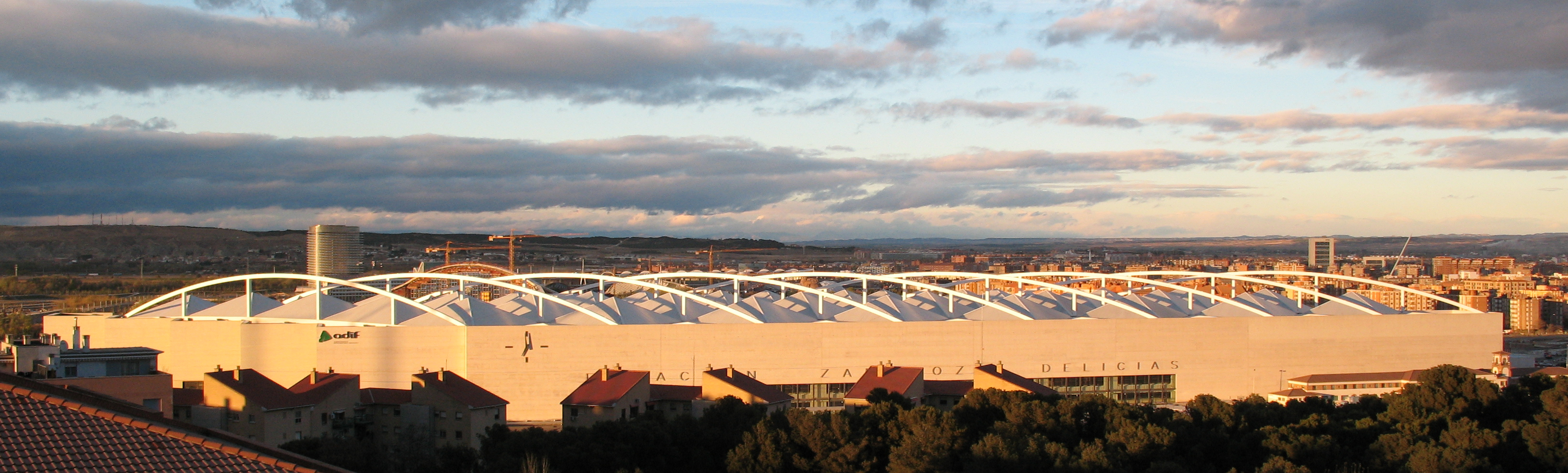
Außenansicht

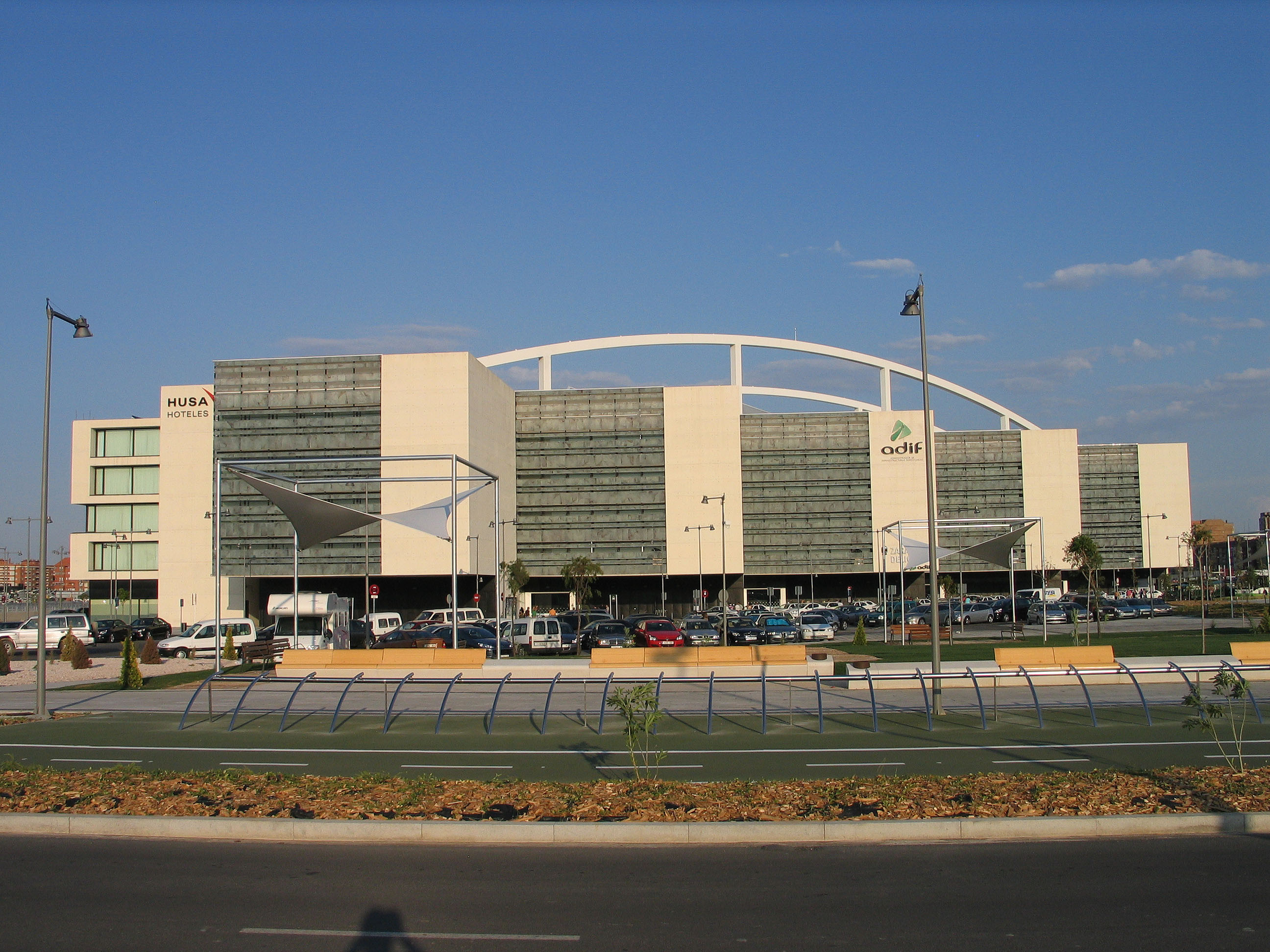

Der Bahnhof Delicias in der spanischen Stadt Saragossa ist ein kombinierter Eisenbahn- und Busbahnhof. Der Bahnhof wurde von den Architekten Carlos Ferrater, José María Valero und Félix Arranz und dem Ingenieur Juan Broseta projektiert. Er befindet sich im Westen der Stadt über tiefer gelegten Gleisen, die den Bahnhof in Ostrichtung durch Tunnels unter der Stadt und westwärts an das Tageslicht führen, wo sich ein Knotenpunkt zwischen mehreren Eisenbahnstrecken und eine Umspuranlage befindet, die es geeignetem Rollmaterial ermöglicht, von Breitspur- auf Normalspurgleise zu wechseln. Der Bahnhof wurde im Jahre 2003 mit Inbetriebnahme des ersten Bauabschnittes der Hochgeschwindigkeitsstrecke Madrid-Barcelona/Huesca eröffnet und ersetzt seither für die Fernbahn den zentraler gelegenen Bahnhof El Portillo. Der Bahnhof beherbergt Gleise unterschiedlicher Spurweiten sowie teilweise noch ungenutzte Bahngleise, die für eine zukünftige U-Bahn, die zweite Ausbaustufe der S-Bahn Saragossa und geplante Hochgeschwindigkeitsstrecken vorgesehen sind. Die vollständige Nutzung des Bahnhofes war für das Jahr 2015 vorgesehen. Weiter befindet sich im Bauwerk ein getrennter Fern- und Nahverkehrsbereich. Für den Zugang zu den Fernbahnsteigen gibt es eine Gepäckkontrolle wie an Flughäfen, was in Spanien als Konsequenz aus den Anschlägen am 11. März 2004 eingeführt worden ist. Das Bahnhofsgebäude ist 600 m lang, 80 m breit und besteht aus drei Ebenen. Im Erdgeschoss befinden sich ein Einkaufszentrum, Fahrkartenschalter sowie die Zugangskontrolle. Die mittlere Ebene dient dem Zugang zu den Gleisen. Unten sind mehrere Inselbahnsteige sowie bei endgültiger Nutzung acht Gleise. Der Busbahnhof befindet sich in einem Seitengebäude.

## Bahnlinien
S-Bahn
- C-1: Casetas – Miraflores

Regionalverkehr
- L-6: Zaragoza-Delicias – Teruel – Valencia-Nord
- R-4: Zaragoza-Delicias – Arcos de Jalón – Madrid – Chamartín
- R-5: Calatayud – Zaragoza-Delicias – Huesca –  Jaca
- R-28: Zaragoza-Delicias – Tudela – Castejón – Logroño – Miranda de Ebro
- R-32: Zaragoza-Delicias – Pamplona – Vitoria
- R-41: Zaragoza-Delicias – Huesca – Canfranc
- R-42, Ca-6: Zaragoza-Delicias – Caspe – Barcelona-Sants
- R-43: Zaragoza-Delicias – Lleida
- Avant: Calatayud – Zaragoza-Delicias – Huesca

Fernverkehr
- AVE nach Barcelona, Huesca, Madrid, Sevilla und Málaga
- herkömmliche Breitspur-Fernzüge nach Valencia, Barcelona und in die Regionen an der nördlichen Atlantik-Küste, die noch nicht an das Hochgeschwindigkeits-Netz angebunden sind